# Pepe Cerdá
Pepe Cerdá (José Cerdá Escar) nació en Buñales (Huesca), en 1961. Es pintor y tratadista español.

## Historia
Hijo de José Cerdá Udina, pintor y dibujante humorístico. Comenzó junto a su padre como pintor de aparatos de feria.
En 1982 obtuvo el primer premio de dibujo del Certamen Nacional Juvenil de Artes Plásticas.
En 1988 y 1989 vivió pensionado de la Casa de Velázquez de Madrid.
Fundó en Zaragoza el espacio La Nave, junto a los artistas Guillermo Moreo y Carlos Ochoa.
Fue becario de la Casa de Velázquez de Madrid.
En 1990 decidió instalarse en París, ciudad en la que residió hasta 1998.
Desde su primera exposición individual en Francia, en la Galería Catherine Fletcher en 1993, hasta la realizadas en la Galería les Singulieres en el 2004 y 2006, su presencia expositiva en París fue constante.
Expone regularmente en Basilea (en la Galerie Graff & Schelble) y en Utrecht (en la Galerie Quintessens).
De las exposiciones realizadas en España cabe destacar la muestra “Pinturas de Historia” celebrada en el madrileño Círculo de Bellas Artes en enero de 2002.
Actualmente reside en Villamayor, Zaragoza.

## Estilo
La pintura de Pepe Cerdá es de difícil definición; quizás la constante en su trabajo ha sido la negación de la idea de estilo. La “manera de hacer” ha sido empleada como un elemento más con el que construir su obra (más como un medio, que como un fin en sí mismo) puesto siempre al servicio de lo que desease contar en cada momento de su trayectoria. 
En los últimos años su trabajo es cada vez más figurativo, empeñándose en recuperar géneros clásicos, como el de la pintura de historia, el retrato o el paisaje.

## Últimas exposiciones individuales
- Paisaje. Galería Carlos Gil de la Parra, Zaragoza, 2007.
- Puntos de vista. CAI LUZÁN, 2006, Zaragoza
- "Pepe Cerdá". Paisajes. Galerie les Singuliers. París.2006
- Pinturas de Historia. Círculo de Bellas Artes, Madrid.2000